# 海因茨·舒尔茨
海因茨·舒尔茨（德語：Heinz Schulz，1935年1月5日—），德国男子拳击运动员。他曾代表德国联队参加1964年夏季奥林匹克运动会拳击比赛，获得男子57公斤级铜牌。